# Герберт, Томас, 8-й граф Пембрук
Томас Герберт, 8-й граф Пембрук и 5-й граф Монтгомери (англ. Thomas Herbert, 8th Earl of Pembroke and 5th Earl of Montgomery; 1656—1733) — британский государственный деятель времён правления Вильгельма III и Анны.

## Биография
Томас Герберт принадлежал к старинному дворянскому роду Гербертов. носителей титула графов Пембрук, и был третьим сыном Филиппа Герберта, 5-го графа Пембрука, и его жены Кэтрин Вильерс. Поскольку его старшие братья Уильям и Филипп, соответственно 6-й и 7-й графы Пембрук, умерли, не оставив наследников мужского пола, в 1683 году Томас Герберт унаследовал графский титул.
Томас получил образование в школе Тонбридж, графство Кент. Избирался членом палаты общин от Уилтона в 1679 и 1681 годах. После получения титула пэра в 1683 году оставил место в Палате общин согласно закону. С 1690 по 1692 годы был первым лордом Адмиралтейства, в 1692—1699 годах — Лордом-хранителем Малой печати, дважды непродолжительное время занимал пост Лорда верховного адмирала; также занимал посты Лорда-председателя Совета и Лорда-лейтенанта Ирландии. В 1689—1690 годах был президентом Королевского общества.
Ему были посвящены «Опыт о человеческом разумении» Джона Локка и «Искусство бальзамирования» Томаса Гринхилла.

## Семья и потомки
Томас Герберт был трижды женат. В первый брак он вступил в 1684 году с Маргарет Сойер, единственной дочерью сэра Роберта Сойера из замка Хайклер, в браке у супругов было семь сыновей и пять дочерей:
- Генри (ок. 1689—1750), старший сын и наследник
- Достопочтенный Роберт Сойер Герберт (умер в 1769 году), унаследовавший замок Хайклер
- Достопочтенный Чарльз Герберт
- Достопочтенный Томас Герберт (ок. 1695 — 1739)
- Достопочтенный Уильям Герберт (ок. 1696 — 31 марта 1757), генерал-майор, был женат на Кэтрин Элизабет Тьюис (ум.1770), его сын Генри Герберта, 1-й граф Карнарвон, унаследовал замок Хайклер от своего дяди
- Достопочтенный Джон Герберт
- Достопочтенный Николас Герберт (ок. 1706 — 1775)
- Леди Екатерина Герберт (ум. 1716), жена сэра Николаса Мориса, 2-го баронета
- Леди Маргарет Герберт (ум. 1752)
- Леди Элизабет Герберт
- Леди Энн Герберт
- Леди Ребекка Герберт, жена Уильяма Невилла, 16-го барона Бергавенни.

Во второй брак он вступил с Барбарой Слингсби (ум. 1721), дочерью сэра Томаса Слингсби, 2-го баронета, в этом браке у него была одна дочь, леди Барбара Герберт (ум. 1752), которая в 1730 году вышла замуж за Эдварда Дадли Норта.
В третий брак он вступил с Мэри Хоу (ум. 1749), сестре Скопа Хоу, 1-го виконта Хоу, в этом браке детей не было.